# جان أوندوا
جان أوندوا (بالفرنسية: Jean Ondoa)‏ هو لاعب كرة قدم كاميروني في مركز الوسط، ولد في 21 مارس 1983 في دوالا في الكاميرون. لعب مع نادي بيلينزونا ونادي سامبدوريا ونادي كريمونيسي.